# Cratere Hesiodus

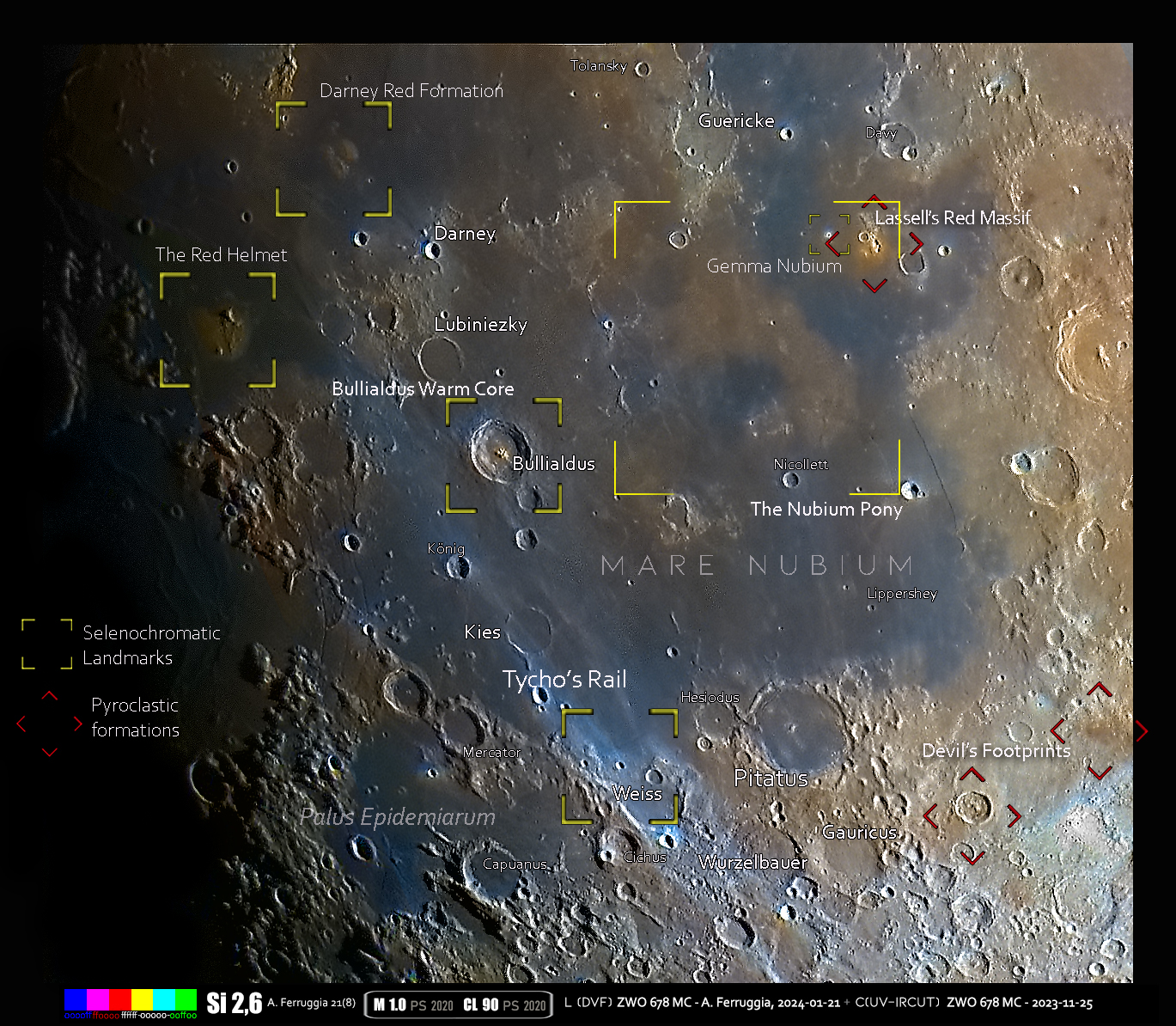
Immagine dell'area del cratere in formato selenocromatico

Hesiodus è un cratere lunare di 43,24 km situato nella parte sud-occidentale della faccia visibile della Luna.
Il cratere è situato sul bordo sud del Mare Nubium e a Nord-Est del Cratere Pitatus. Il cratere deve il suo nome al poeta greco antico Esiodo.

## Crateri correlati
Alcuni crateri minori situati in prossimità di Hesiodus sono convenzionalmente identificati, sulle mappe lunari, attraverso una lettera associata al nome.
| Hesiodus | Coordinate            | Diametro (in km) |
| -------- | --------------------- | ---------------- |
| A        | 30°07′48″S 17°04′12″W | 14,13            |
| B        | 27°09′36″S 17°32′24″W | 9,88             |
| D        | 29°23′24″S 16°25′48″W | 4,58             |
| E        | 27°54′36″S 15°21′00″W | 3,16             |
| X        | 27°24′00″S 16°16′48″W | 23,9             |
| Y        | 28°19′12″S 17°17′24″W | 17,8             |
| Z        | 28°46′12″S 19°30′36″W | 3,78             |